# FS E.550
Die Baureihe E.550 war eine Elektrolokomotiv-Baureihe der italienischen Eisenbahngesellschaft Ferrovie dello Stato. Sie wurde auf dem oberitalienischen Drehstromnetz besonders im Güterzugdienst eingesetzt.

## Geschichte

Drei E.550 in der Montagehalle der Società Italiana Westinghouse in Vado Ligure

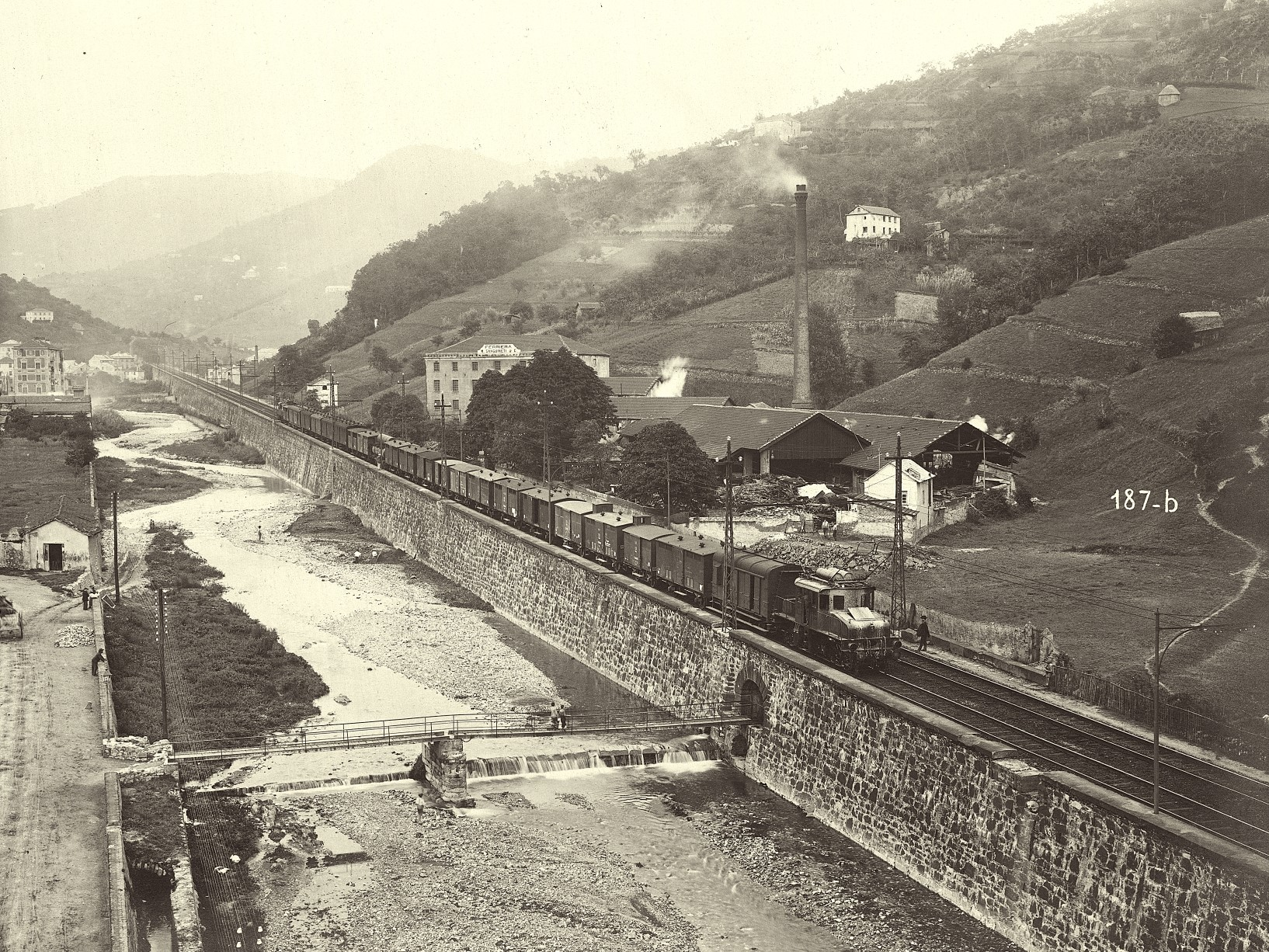
Güterzug mit zwei E.550 auf der Giovi-Pass-Strecke nördlich von Genua Pontedecimo. Eine Lok befindet sich an der Spitze, die andere am Zugschluss.

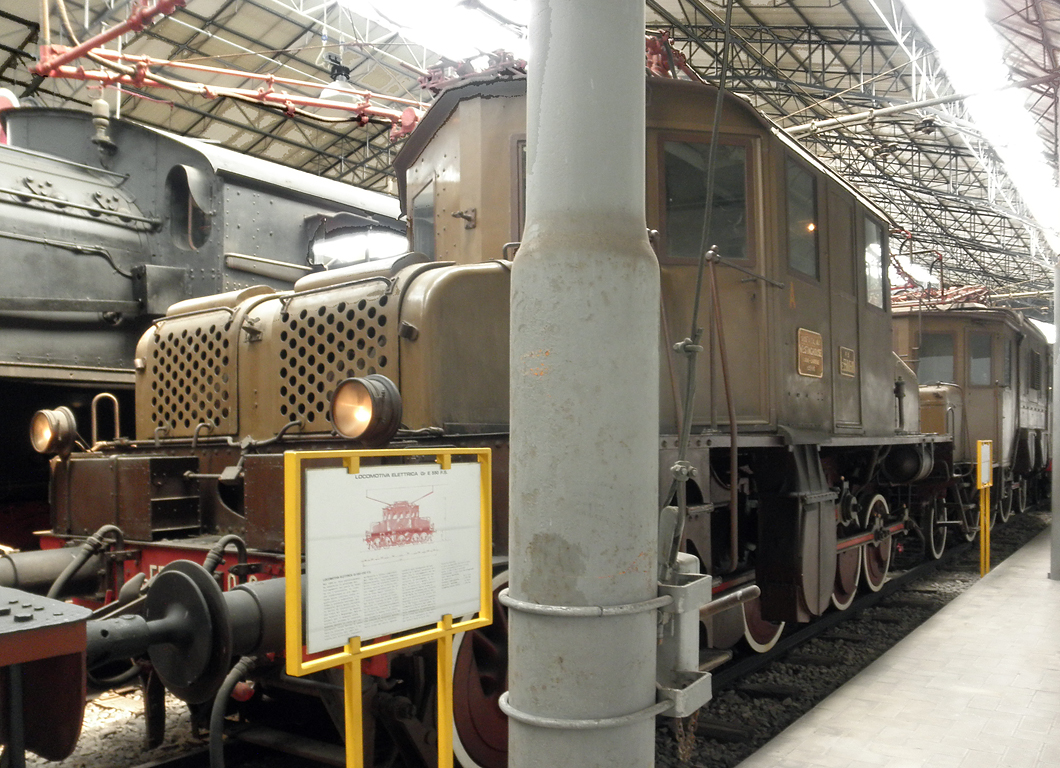
E 550.030 im Technikmuseum Mailand

Die Lokomotive war die erste für das oberitalienische Drehstromnetz gebaute Lokomotive. Sie wurde nach den Plänen von Kálmán Kandó in der Società Italiana Westinghouse gebaut. Der mechanische Teil stammte aus dem Werk Tubize der belgischen Ateliers métallurgiques, die Montage der elektrischen Ausrüstung erfolgte in Vado Ligure im Werk der Società Italiana Westinghouse, das seit 2021 Alstom gehört.
Die E.550 waren ein großer Fortschritt gegenüber der Dampftraktion. Sie waren im Vergleich zu den FS 470 nur halb so lang, aber brachten die doppelte Leistung auf die Schienen. Dadurch war eine wesentliche Leistungssteigerung des Betriebes auf dem Gebirgsstreckenteil der Bahnstrecke Turin–Genua über den Giovipass möglich. Aufgrund ihrer Leistungsfähigkeit erhielten die Lokomotive den Beinamen Mulo dei Giovi ‚Maultier vom Giovipass‘.
Ab 1908 wurden insgesamt 186 Exemplare in fünf verschiedenen Versionen und acht Lieferungen gebaut. Meistens beförderten zwei E.550er einen 380 Tonnen schweren Güterzug mit einer Geschwindigkeit von 50 km/h. Die Drehstrom-Lokomotiven bewährten sich so gut, dass die italienische Staatsbahn weitere Strecken mit Drehstrom elektrifizierte. Mit der Lieferung der FS E.551, die über 500 kW mehr Leistung auf die Schienen zu verbringen mochte, wurden sie aber von den anspruchsvollen Diensten verdrängt und versahen den Dienst auf den weniger anspruchsvollen Linien des oberitalienischen Drehstromnetzes. Obwohl in der Zwischenkriegszeit schon viele Lokomotiven ausgemustert wurden, waren in den 1960er Jahren noch viele Lokomotiven in den Depots Savona und Alessandria vorhanden. Einige Lokomotiven wurden nach der Ausmusterung in Schneepflüge umgebaut und waren 2010 noch vorhanden. Die letzte Lokomotive ist 1965 ausgemustert worden. In Würdigung der Verdienste für die Elektrifizierung der Eisenbahnen sind zwei Lokomotiven erhalten geblieben; die E.550.025 in einem Eisenbahnmuseum in St. Louis und die E 550.030 im Technikmuseum Mailand.

## Technische Merkmale

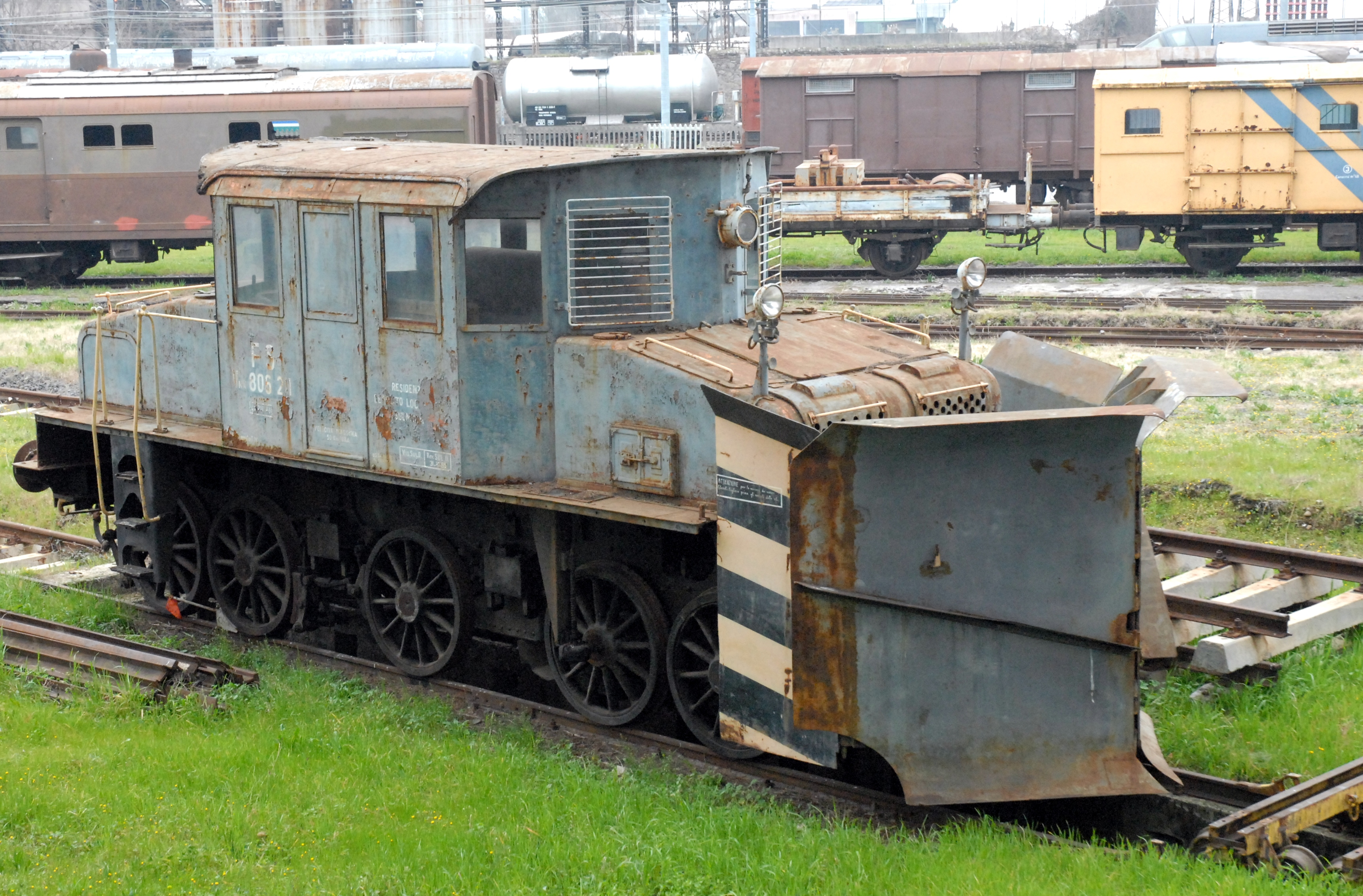
Zu einem antriebslosen Schneepflug umgebaute Maschine der Reihe E.550

Die E.550 war eine Einrahmenlokomotive mit fünf gekuppelten Achsen, deren Treibräder mit Stangen von den innerhalb des Rahmens befindlichen Fahrmotoren angetrieben wurden. Der Höhenlagen-Ausgleich zwischen den Achsen und den Fahrmotoren war anders als bei dem patentierten Kandó-Antrieb ausgeführt und zwar mit einer Dreiecks-Stange zwischen den Blindwellen und dem Kurbelzapfen der mittleren Treibachse. Um den Kurvenlauf zu verbessern, waren die mittigen Treibräder ohne Spurkranz ausgeführt; die vorderen und hinteren Antriebsachsen hatten jeweils 20 mm Seitenspiel.
Die Lokomotive besaß zwei Geschwindigkeitsstufen; eine für 25 km/h und eine für 50 km/h. Der von der Fahrleitung übernommene Drehstrom wurde den Fahrmotoren direkt zugeleitet. Die zwei Fahrstufen wurden durch Parallelschaltung oder Reihenschaltung der Fahrmotoren (Dahlanderschaltung) umgeschaltet. Zwischen den beiden Fahrstufen diente der Flüssigkeitsanlasser, der als sogenannter Beschleuniger zwischen den Dauerfahrstufen diente. Dieses Aggregat arbeitete als Flüssigkeitswiderstand, der eine gleichmäßige Beschleunigung beim Anfahren und beim Wechseln auf eine höhere Geschwindigkeitsstufe ermöglichte. Als Widerstandsmittel diente eine 0,5-prozentige Sodalösung, die beim Anfahren der Lokomotive und beim Beschleunigen ein immer höheres Niveau erreichte und dadurch zwischen den Elektrodenplatten eine Verbindung von gleichmäßig abnehmendem Widerstand gewährleistete. Die Beschleunigung konnte der Lokführer auf einem separaten Hebel neben der Geschwindigkeitsstufe einstellen. Der Fahrschalter zur Steuerung der Lokomotive bestand aus drei Hebeln, die eine pneumatische Steuerung der Lokomotive vornahmen. Dabei übernahm der erste von ihnen die Steuerung der Fahrtrichtung, der zweite stellte die Geschwindigkeitsstufe ein und der dritte die Arbeit des Flüssigkeitswiderstandes. Wollte der Lokführer die Lokomotive anfahren bzw. auf eine höhere Geschwindigkeit wechseln, so stellte er den dritten Hebel in seine Anfangsstellung. Darauf stellte er die entsprechende Fahrgeschwindigkeit mit dem zweiten Hebel ein und darauf wieder den dritten Hebel auf Widerstand. War die eingestellte Geschwindigkeit erreicht, wurde der Widerstand automatisch pneumatisch kurzgeschlossen. Dieselbe Prozedur war beim elektrischen Bremsen nötig. Da sich die Sodalösung beim Beschleunigen erwärmte, musste die Lokomotive beim Aufrüsten im Depot und von Zeit zu Zeit Wasser für die Widerstände nachfüllen. Dadurch konnten sie nur effektiv in den Geschwindigkeitsstufen arbeiten.